# Stegodyphus tentoriicola
Stegodyphus tentoriicola är en spindelart som beskrevs av William Frederick Purcell 1904. Stegodyphus tentoriicola ingår i släktet Stegodyphus och familjen sammetsspindlar. Inga underarter finns listade i Catalogue of Life.